# Blackout!
Blackout – album wydany w 1999 roku przez raperów Method Mana i Redmana (zobacz też. Method Man & Redman) Jest to pierwszy, pełny album powstały przy współpracy tych dwóch artystów.
Największy sukces na płycie odniosły single, "Y.O.U.", "Da Rockwilder" i "Tear It Off". Płyta pokryła się platyną w niecałe trzy miesiące po jej wydaniu. Ponadto album został uhonorowany platyną w Kanadzie.

## Lista utworów
| #  | Tytuł                     | Autorzy tekstów | Producenci                 | Wykonawcy                                         |
| -- | ------------------------- | --- | -------------------------- | ------------------------------------------------- |
| 1  | "A Special Joint (Intro)" | R. Noble, C. Smith, L. George                                                                                          | Redman                     | *Interlude*                                       |
| 2  | "Blackout"                | R. Noble, C. Smith, E. Sermon, Miler, M. Morales, Walker, Waring, D. Wimbley                                           | Erick Sermon               | Method Man, Redman                                |
| 3  | "Mi Casa"                 | R. Noble, C. Smith, E. Sermon                                                                                          | Erick Sermon               | Method Man, Redman                                |
| 4  | "Y.O.U."                  | R. Noble, C. Smith, E. Sermon, M. Taylor, R. Foster, J. Davis, A. Muhammed-Jones                                       | Erick Sermon               | Method Man, Redman                                |
| 5  | "4 Seasons"               | R. Noble, C. Smith, J.T. Smith, J. Atkins, E. Sermon                                                                   | Erick Sermon               | Redman, LL Cool J, Method Man, Ja Rule            |
| 6  | "Cereal Killer"           | R. Noble, C. Smith, R. Diggs, C. Reid, W. Clarke                                                                       | RZA                        | Blue Raspberry, Method Man, Redman                |
| 7  | "Da Rockwilder"           | R. Noble, C. Smith, D. Stinson                                                                                         | Rockwilder                 | Method Man, Redman                                |
| 8  | "Tear It Off"             | R. Noble, C. Smith, E. Sermon, W. Morrison, B. Collins, J. Brailey, G. Clinton, G. Shider, J. Hunter                   | Erick Sermon               | Method Man, Redman                                |
| 9  | "Where We At (Skit)"      | R. Noble, C. Smith | Reggie Noble               | *Interlude*                                       |
| 10 | "1, 2, 1, 2"              | R. Noble, C. Smith, G. Spivey                                                                                          | DJ Scratch                 | Method Man, Redman                                |
| 11 | "Maaad Crew"              | R. Noble, C. Smith, E. Sermon, D. Matthews                                                                             | Erick Sermon               | Method Man, Redman                                |
| 12 | "Run 4 Cover"             | R. Noble, C. Smith, D. Coles, P. Charles, R. Diggs                                                                     | RZA                        | Ghostface Killah, Method Man, Redman, Street Life |
| 13 | "The ?"                   | R. Noble, C. Smith, L. Irving, J. Atkins, R. Mays, S. Carter                                                           | Reggie Noble               | Method Man, Redman                                |
| 14 | "Dat's Dat Shit"          | R. Noble, C. Smith, R. Bean                                                                                            | Mathematics                | Mally G, Method Man, Redman                       |
| 15 | "Cheka"                   | R. Noble, C. Smith, A. Weston, A. Williams, C. Charity, W. Hines, D. Lynch, L. Pauling, J. Starks, F. Wesley, J. Brown | Gov Mattic                 | Method Man, Redman                                |
| 16 | "Fire Ina Hole"           | R. Noble, C. Smith, R. Bean                                                                                            | Mathematics                | Method Man, Redman                                |
| 17 | "Well All Rite Cha"       | R. Noble, C. Smith, E. Sermon                                                                                          | Method Man, Redman         | Method Man, Redman                                |
| 18 | "Big Dogs"                | R. Noble, C. Smith, E. Sermon                                                                                          | Erick Sermon, Reggie Noble | Method Man, Redman                                |
| 19 | "How High [Remix]"        | R. Noble, C. Smith, E. Sermon, S. Levay, S. Prager                                                                     | Erick Sermon               | Method Man, Redman                                |